# Jacksonville Jaguars/Namen und Zahlen
Diese Seite stellt die Statistiken, Fakten und Rekorde der Jacksonville Jaguars dar.
Falls nicht anders angegeben, befinden sich die Daten auf dem Stand der letzten abgeschlossenen Saison. Die Quelle der Daten ist – wenn nicht anders angegeben – die Webseite pro-football-reference.com.

## Statistik
Nach Ende der Saison 2024 ließen sich folgende statistischen Werte ermitteln:
|                            | Wert |
| -------------------------- | ---- |
| Saisons gespielt           | 30   |
| Spiele Gesamt              | 500  |
| Siege Gesamt               | 210  |
| Niederlagen Gesamt         | 290  |
| Unentschieden Gesamt       | 0    |
| Regular-Season-Spiele      | 484  |
| Regular-Season-Siege       | 202  |
| Regular-Season-Niederlagen | 282  |
| Play-off Spiele            | 16   |
| Play-off-Siege             | 8    |
| Play-off-Niederlagen       | 8    |
| Spieler                    | 867  |
| Head Coaches               | 9    |
| Super-Bowl-Titel           | -    |

## Rekorde
| Rekord                   | Spieler                           | Wert    |
| ------------------------ | --------------------------------- | ------- |
| Spiele gespielt          | Brad Meester                      | 209     |
| Offense                  |                                   |         |
| Geworfene Yards          | Mark Brunell                      | 25.698  |
| Erlaufene Yards          | Fred Taylor                       | 11.271  |
| Gefangene Yards          | Jimmy Smith                       | 12.287  |
| Geworfene Touchdowns     | Mark Brunell                      | 144     |
| Erlaufene Touchdowns     | Maurice Jones-Drew                | 68      |
| Gefangene Touchdowns     | Jimmy Smith                       | 67      |
| Passversuche             | Mark Brunell                      | 3.616   |
| Erfolgreiche Pässe       | Mark Brunell                      | 2.184   |
| Läufe                    | Fred Taylor                       | 2.428   |
| Fänge                    | Jimmy Smith                       | 862     |
| Defense                  |                                   |         |
| Touchdowns               | Aaron Beasley Telvin Smith        | 4       |
| Interceptions            | Rashean Mathis                    | 30      |
| erzwungene Fumbles       | Tony Brackens                     | 27      |
| Sacks                    | Tony Brackens                     | 55,0    |
| Tackles                  | Paul Posluszny                    | 587     |
| Safeties                 | 8 Spieler                         | 1       |
| Special Teams            |                                   |         |
| Punt Returns             | Reggie Barlow                     | 146     |
| Punt-Return-Yards        | Reggie Barlow                     | 1.581   |
| Punt-Return-Touchdowns   | Reggie Barlow                     | 2       |
| Längster Punt-Return     | Parker Washington                 | 96 yds  |
| Yards je Punt Return     | Scott Starks                      | 56,0    |
| Kick Returns             | Maurice Jones-Drew                | 79      |
| Kick-Return-Yards        | Maurice Jones-Drew                | 2.054   |
| Kick-Return-Touchdowns   | Maurice Jones-Drew                | 2       |
| Längster Kick-Return     | Jamal Agnew                       | 102 yds |
| Yards je Kick Return     | Will Moore                        | 46,0    |
| meiste erzielte Punkte   | Josh Scobee                       | 1.022   |
| PAT-Versuche             | Josh Scobee                       | 322     |
| erfolgreiche PATs        | Josh Scobee                       | 317     |
| Field-Goal-Versuche      | Josh Scobee                       | 291     |
| erfolgreiche Field Goals | Josh Scobee                       | 235     |
| längstes Field Goal      | Josh Scobee Josh Lambo Cam Little | 59 yds  |
| Punts                    | Logan Cooke                       | 468     |
| gepuntete Yards          | Logan Cooke                       | 22.188  |
| Yards je Punt            | Joseph Charlton                   | 50,7    |

## Direkter Vergleich
Mit 61 Spielen fanden die meisten Spiele der Jaguars gegen die Tennessee Titans statt. Die beste Siegquote hat die Mannschaft aus Jacksonville gegen die Cleveland Browns.
| Gegner                | Erste Begegnung | Regular Season | Regular Season | Regular Season | Regular Season | Regular Season | Regular Season | Play-offs | Play-offs | Play-offs | Play-offs | Play-offs |
| Gegner                | Erste Begegnung | S              | N              | UE             | SQ             | P+             | P-             | S         | N         | SQ        | P+        | P-        |
| --------------------- | --------------- | -------------- | -------------- | -------------- | -------------- | -------------- | -------------- | --------- | --------- | --------- | --------- | --------- |
| Arizona Cardinals     | 2000            | 2              | 4              | 0              | ,333           | 142            | 143            |           |           |           |           |           |
| Atlanta Falcons       | 1996            | 4              | 5              | 0              | ,444           | 156            | 168            |           |           |           |           |           |
| Baltimore Ravens      | 1996            | 13             | 11             | 0              | ,542           | 524            | 491            |           |           |           |           |           |
| Buffalo Bills         | 1996            | 8              | 10             | 0              | ,444           | 364            | 411            | 2         | 0         | 1,000     | 40        | 30        |
| Carolina Panthers     | 1996            | 4              | 4              | 0              | ,500           | 178            | 134            |           |           |           |           |           |
| Chicago Bears         | 1995            | 3              | 6              | 0              | ,333           | 149            | 245            |           |           |           |           |           |
| Cincinnati Bengals    | 1995            | 13             | 12             | 0              | ,520           | 573            | 486            |           |           |           |           |           |
| Cleveland Browns      | 1995            | 12             | 8              | 0              | ,600           | 447            | 329            |           |           |           |           |           |
| Dallas Cowboys        | 1997            | 4              | 4              | 0              | ,500           | 187            | 203            |           |           |           |           |           |
| Denver Broncos        | 1995            | 6              | 7              | 0              | ,462           | 244            | 289            | 1         | 1         | ,500      | 47        | 69        |
| Detroit Lions         | 1995            | 3              | 6              | 0              | ,333           | 167            | 280            |           |           |           |           |           |
| Green Bay Packers     | 1995            | 2              | 6              | 0              | ,250           | 168            | 198            |           |           |           |           |           |
| Houston Texans        | 2002            | 15             | 31             | 0              | ,326           | 887            | 1.031          |           |           |           |           |           |
| Indianapolis Colts    | 1995            | 20             | 28             | 0              | ,417           | 1.042          | 1.106          |           |           |           |           |           |
| Kansas City Chiefs    | 1997            | 6              | 9              | 0              | ,400           | 289            | 354            | 0         | 1         | ,000      | 20        | 27        |
| Las Vegas Raiders     | 1996            | 6              | 5              | 0              | ,545           | 232            | 207            |           |           |           |           |           |
| Los Angeles Chargers  | 2003            | 4              | 9              | 0              | ,308           | 255            | 285            | 1         | 0         | 1,000     | 31        | 30        |
| Los Angeles Rams      | 1996            | 1              | 5              | 0              | ,167           | 102            | 159            |           |           |           |           |           |
| Miami Dolphins        | 1998            | 5              | 6              | 0              | ,455           | 181            | 218            | 1         | 0         | 1,000     | 62        | 7         |
| Minnesota Vikings     | 1998            | 1              | 7              | 0              | ,125           | 141            | 200            |           |           |           |           |           |
| New England Patriots  | 1996            | 2              | 8              | 0              | ,200           | 192            | 300            | 1         | 4         | ,200      | 74        | 113       |
| New Orleans Saints    | 1996            | 3              | 5              | 0              | ,375           | 172            | 198            |           |           |           |           |           |
| New York Giants       | 1997            | 4              | 4              | 0              | ,500           | 190            | 161            |           |           |           |           |           |
| New York Jets         | 1995            | 9              | 8              | 0              | ,529           | 357            | 296            | 0         | 1         | ,000      | 24        | 34        |
| Philadelphia Eagles   | 1997            | 3              | 5              | 0              | ,375           | 161            | 195            |           |           |           |           |           |
| Pittsburgh Steelers   | 1995            | 13             | 13             | 0              | ,500           | 461            | 441            | 2         | 0         | 1,000     | 76        | 71        |
| San Francisco 49ers   | 1999            | 2              | 5              | 0              | ,286           | 110            | 182            |           |           |           |           |           |
| Seattle Seahawks      | 1995            | 3              | 6              | 0              | ,333           | 166            | 267            |           |           |           |           |           |
| Tampa Bay Buccaneers  | 1995            | 4              | 4              | 0              | ,500           | 181            | 184            |           |           |           |           |           |
| Tennessee Titans      | 1995            | 26             | 34             | 0              | ,433           | 1.142          | 1.264          | 0         | 1         | ,000      | 14        | 33        |
| Washington Commanders | 1997            | 1              | 7              | 0              | ,125           | 146            | 207            |           |           |           |           |           |

Legende:
| Siege        | Niederlagen        | Unentschieden         |
| SQ Siegquote | P+ gemachte Punkte | P- gegnerische Punkte |

## Erstrunden Draft-Picks
Nachfolgend werden hier alle Erstrunden Draft-Picks aus dem NFL-Draft aufgelistet, welche die Jacksonville Jaguars seit ihrer Gründung 1995 getätigt haben.
| Jahr | Gesamtpick | Name              | Position                  | College         |
| ---- | ---------- | ----------------- | ------------------------- | --------------- |
| 1995 | 2          | Tony Boselli      | Tackle                    | USC             |
| 1995 | 19         | James Stewart     | Runningback               | Tennessee       |
| 1996 | 19         | Kevin Hardy       | Linebacker                | Illinois        |
| 1997 | 21         | Renaldo Wynn      | Defensive Tackle          | Notre Dame      |
| 1998 | 9          | Fred Taylor       | Runningback               | Florida         |
| 1998 | 25         | Donovin Darius    | Safety                    | Syracuse        |
| 1999 | 26         | Fernando Bryant   | Cornerback                | Alabama         |
| 2000 | 29         | R. Jay Soward     | Wide Receiver             | USC             |
| 2001 | 13         | Marcus Stroud     | Defensive Tackle          | Georgia         |
| 2002 | 9          | John Henderson    | Defensive Tackle          | Tennessee       |
| 2003 | 7          | Byron Leftwich    | Quarterback               | Marshall        |
| 2004 | 9          | Reggie Williams   | Wide Receiver             | Washington      |
| 2005 | 21         | Matt Jones        | Wide Receiver             | Arkansas        |
| 2006 | 28         | Marcedes Lewis    | Tight End                 | UCLA            |
| 2007 | 21         | Reggie Nelson     | Safety                    | Florida         |
| 2008 | 8          | Derrick Harvey    | Defensive End             | Florida         |
| 2009 | 8          | Eugene Monroe     | Tackle                    | Virginia        |
| 2010 | 10         | Tyson Alualu      | Defensive Tackle          | California      |
| 2011 | 10         | Blaine Gabbert    | Quarterback               | Missouri        |
| 2012 | 5          | Justin Blackmon   | Wide Receiver             | Oklahoma State  |
| 2013 | 2          | Luke Joeckel      | Tackle                    | Texas A&M       |
| 2014 | 3          | Blake Bortles     | Quarterback               | Central Florida |
| 2015 | 3          | Dante Fowler      | Defensive End             | Florida         |
| 2016 | 5          | Jalen Ramsey      | Cornerback                | Florida State   |
| 2017 | 4          | Leonard Fournette | Runningback               | LSU             |
| 2018 | 29         | Taven Bryan       | Defensive Tackle          | Florida         |
| 2019 | 7          | Josh Allen        | Linebacker                | Kentucky        |
| 2020 | 9          | C. J. Henderson   | Cornerback                | Florida         |
| 2020 | 20         | K'Lavon Chaisson  | Linebacker                | LSU             |
| 2021 | 1          | Trevor Lawrence   | Quarterback               | Clemson         |
| 2021 | 25         | Travis Etienne    | Runningback               | Clemson         |
| 2022 | 1          | Travon Walker     | Defensive End             | Georgia         |
| 2022 | 27         | Devin Lloyd       | Linebacker                | Utah            |
| 2023 | 27         | Anton Harrison    | Tackle                    | Oklahoma        |
| 2024 | 23         | Brian Thomas      | Wide Receiver             | LSU             |
| 2025 | 2          | Travis Hunter     | Wide Receiver, Cornerback | Colorado        |

Legende:
|  | = Pro Bowler    |
|  | = Hall of Famer |